# Geraldine González
Geraldine Sthefany González (Haina, 18 aprile 2002) è una pallavolista dominicana, nel ruolo di centrale.

## Carriera

### Club
Inizia a giocare a pallavolo nei tornei amatoriali dominicani con il Deportivo Nacional, dal quale approda al Mirador, con cui inizia la carriera da professionista e partecipa a tre edizioni della Liga de Voleibol Superior, aggiudicandosi uno scudetto. Dopo un'altra esperienza a livello amatoriale con il Club Calero, nel gennaio 2025 approda nel corso dell'annata nella Superliga montenegrina, dove pur senza finire il torneo, gioca per l'Herceg Novi e conquista la coppa nazionale

### Nazionale
Fa parte della nazionale dominicana under 18 che nel 2015 si aggiudica la medaglia d'argento alla Coppa panamericana e alla Final Four Cup, seguite dall'oro al campionato nordamericano 2016, dal bronzo alla Coppa panamericana 2017, da un altro oro alla Final Four Cup 2017 e dall'argento al campionato mondiale 2017; viene inoltre insignita del riconoscimento individuale come miglior centrale in due di questi tornei, così come al campionato nordamericano 2018.
Con la selezione under 20 vince la medaglia di bronzo alla Final Four Cup 2014, l'oro al campionato nordamericano 2016, seguito dall'argento nell'edizione seguente, un altro oro alla Final Four Cup 2018 e un altro argento alla Coppa panamericana 2019, venendo premiata come miglior centrale in quattro di questi tornei e anche alla Coppa panamericana 2017. Gioca anche con l'under 23, con cui vince l'oro alla Coppa panamericana 2016, 2018 2021 e 2023 (venendo premiata come miglior centrale degli ultimi due tornei), oltre a conquistare l'argento alla Coppa panamericana 2024.
Nel 2019 debutta in nazionale maggiore alla NORCECA Champions Cup, dove si aggiudica la medaglia d'argento. Mette poi al collo la medaglia d'oro al campionato nordamericano 2021, ripetendosi nel 2023, e alla NORCECA Final Six 2021, bissandola nelle edizioni 2022 e 2024, così come vince l'oro alla Coppa panamericana 2022 (venendo premiata come miglior centrale e ripetendo il premio anche nell'edizione 2023 del torneo). Nel 2023 vince ancora un oro ai XXIV Giochi centramericani e caraibici e l'oro alla NORCECA Final Six 2023, insignita del premio di miglior centrale in entrambi i tornei. Chiude quindi il ciclo olimpico partecipando ai Giochi della XXXIII Olimpiade.
Apre il seguente ciclo olimpico con la conquista dell'oro alla Coppa panamericana 2025, dove viene premiata come miglior centrale.

## Palmarès

### Club
- Campionato dominicano: 1

2019
- Coppa di Montenegro: 1

2024-25

### Nazionale (competizioni minori)
- Final Four Cup under 20 2014
- Coppa panamericana under 18 2015
- Final Four Cup under 18 2015
- Campionato nordamericano under 20 2016
- Campionato nordamericano under 18 2016
- Coppa panamericana under 23 2016
- Coppa panamericana under 18 2017
- Final Four Cup under 18 2017
- Campionato mondiale under 18 2017
- Campionato nordamericano under 20 2018
- Coppa panamericana under 23 2018
- Final Four Cup under 20 2018
- Coppa panamericana under 20 2019
- NORCECA Champions Cup 2019
- Coppa panamericana under 23 2021
- NORCECA Final Six 2021
- Coppa panamericana 2022
- NORCECA Final Six 2022
- Giochi centramericani e caraibici 2023
- Coppa panamericana under 23 2023
- NORCECA Final Six 2023
- NORCECA Final Six 2024
- Coppa panamericana under 23 2024
- Coppa panamericana 2025

### Premi individuali
- 2016 - Campionato nordamericano under 20: Miglior centrale
- 2016 - Campionato nordamericano under 18: Miglior centrale
- 2017 - Coppa panamericana under 20: Miglior centrale
- 2017 - Final Four Cup under 18: Miglior centrale
- 2018 - Campionato nordamericano under 20: Miglior centrale
- 2018 - Campionato nordamericano under 18: Miglior centrale
- 2018 - Final Four Cup under 20: Miglior centrale
- 2019 - Coppa panamericana under 20: Miglior centrale
- 2021 - Coppa panamericana under 23: Miglior centrale
- 2022 - Coppa panamericana: Miglior centrale
- 2023 - XXIV Giochi centramericani e caraibici: Miglior centrale
- 2023 - Coppa panamericana under 23: Miglior centrale
- 2023 - Coppa panamericana: Miglior centrale
- 2023 - NORCECA Final Six: Miglior centrale
- 2025 - Coppa panamericana: Miglior centrale